# Городецька сільська рада (Овруцький район)
| Городецька сільська рада — колишня адміністративно-територіальна одиниця та орган місцевого самоврядування у Словечанському і Овруцькому районах Коростенської і Волинської округ, Київської й Житомирської областей Української РСР та України з адміністративним центром у с. Городець. Сільській раді були підпорядковані населені пункти: - с. Городець - с. Побичі - с. Сирниця |

## Населення
Кількість населення ради, станом на 1923 рік, становила 827 осіб, кількість дворів — 146.
Відповідно до результатів перепису населення СРСР, кількість населення ради, станом на 12 січня 1989 року, становила 1 379 осіб.
Станом на 5 грудня 2001 року, відповідно до перепису населення України, кількість мешканців сільської ради становила 1 110 осіб.

## Склад ради
Рада складалася з 16 депутатів та голови.

## Керівний склад сільської ради
| ПІБ                               | Основні відомості                                                             | Дата обрання | Дата звільнення |
| --------------------------------- | ----------------------------------------------------------------------------- | ------------ | --------------- |
| Гримашевич Анатолій Володимирович | Сільський голова, 1963 року народження, освіта                                | 26.03.2006   | 31.10.2010      |
| Гримашевич Анатолій Володимирович | Сільський голова, 1963 року народження, освіта середня загальна, безпартійний | 31.10.2010   |                 |

Примітка: таблиця складена за даними джерела

## Історія
Створена 1923 року в складі с. Городець, сільця Кулики та хутора Червоний Млинок Словечанської волості Овруцького повіту Волинської губернії. Станом на 1 жовтня 1941 року х. Червоний Млинок не перебуває на обліку населених пунктів. 17 грудня 1926 року в підпорядкуванні числиться х. Житень, котрий, станом на 1 жовтня 1941 року, не перебуває на обліку.
Станом на 1 вересня 1946 року сільська рада входила до складу Словечанського району Житомирської області, на обліку в раді перебували с. Городець та х. Кулики.
2 вересня 1954 року, відповідно до рішення Житомирського облвиконкому № 1087 «Про перечислення населених пунктів в межах районів Житомирської області», до складу ради включено села Побичі та Сирниця Усівської сільської ради Словечанського району. 29 червня 1960 року, відповідно до рішення Житомирського ОВК № 683 «Про об'єднання деяких населених пунктів області», х. Кулики приєднано до с. Городець.
Станом на 1 січня 1972 року сільська рада входила до складу Овруцького району Житомирської області, на обліку в раді перебували села Городець, Побичі та Сирниця.
Припинила існування 8 листопада 2017 року через об'єднання до складу Словечанської сільської територіальної громади Овруцького району Житомирської області.
Входила до складу Словечанського (7.03.1923 р.) та Овруцького (30.12.1962 р.) районів.